# Peinture architecturale

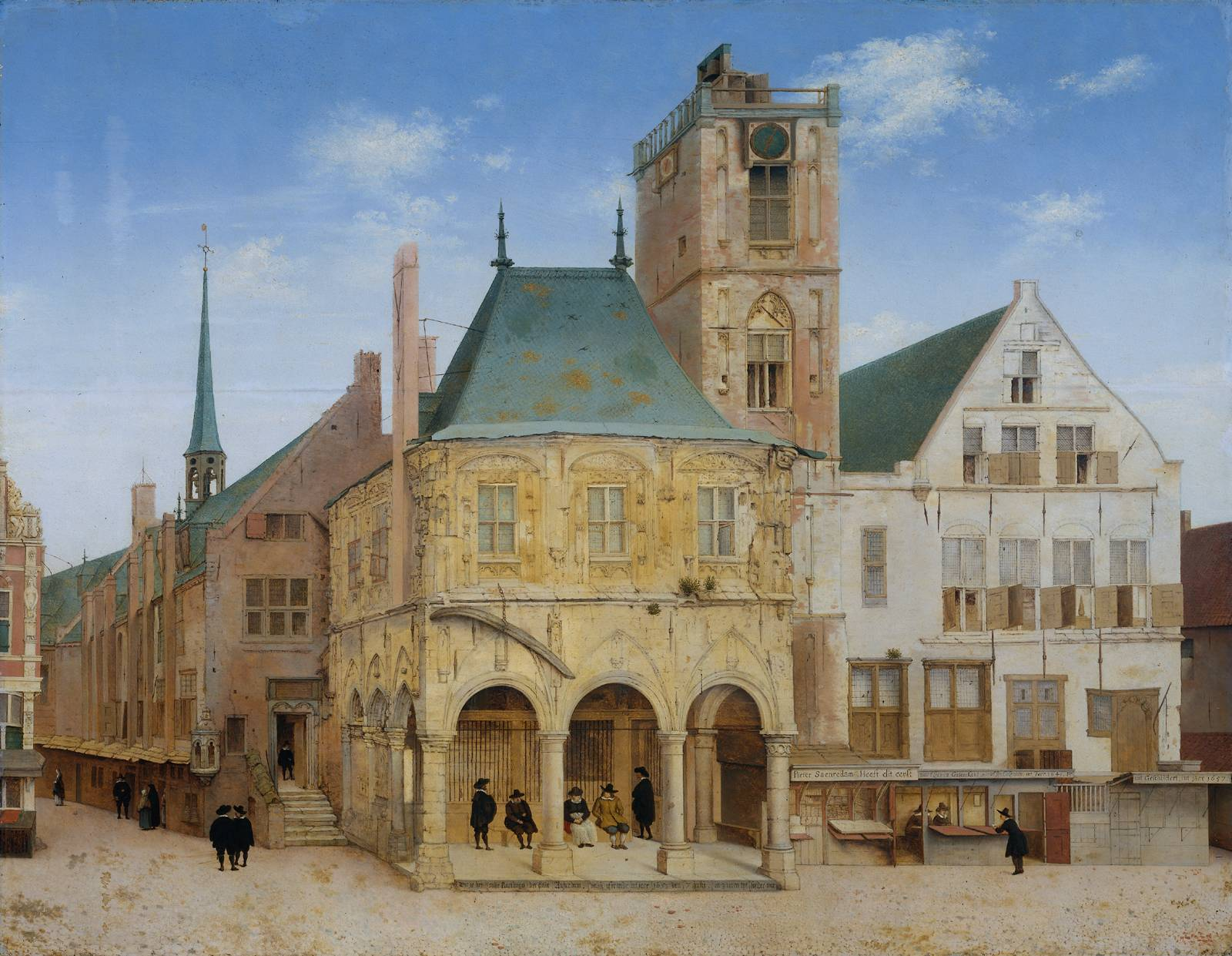
Le Vieil Hôtel de ville d'Amsterdam de Pieter Jansz Saenredam (1657), Rijksmuseum Amsterdam.

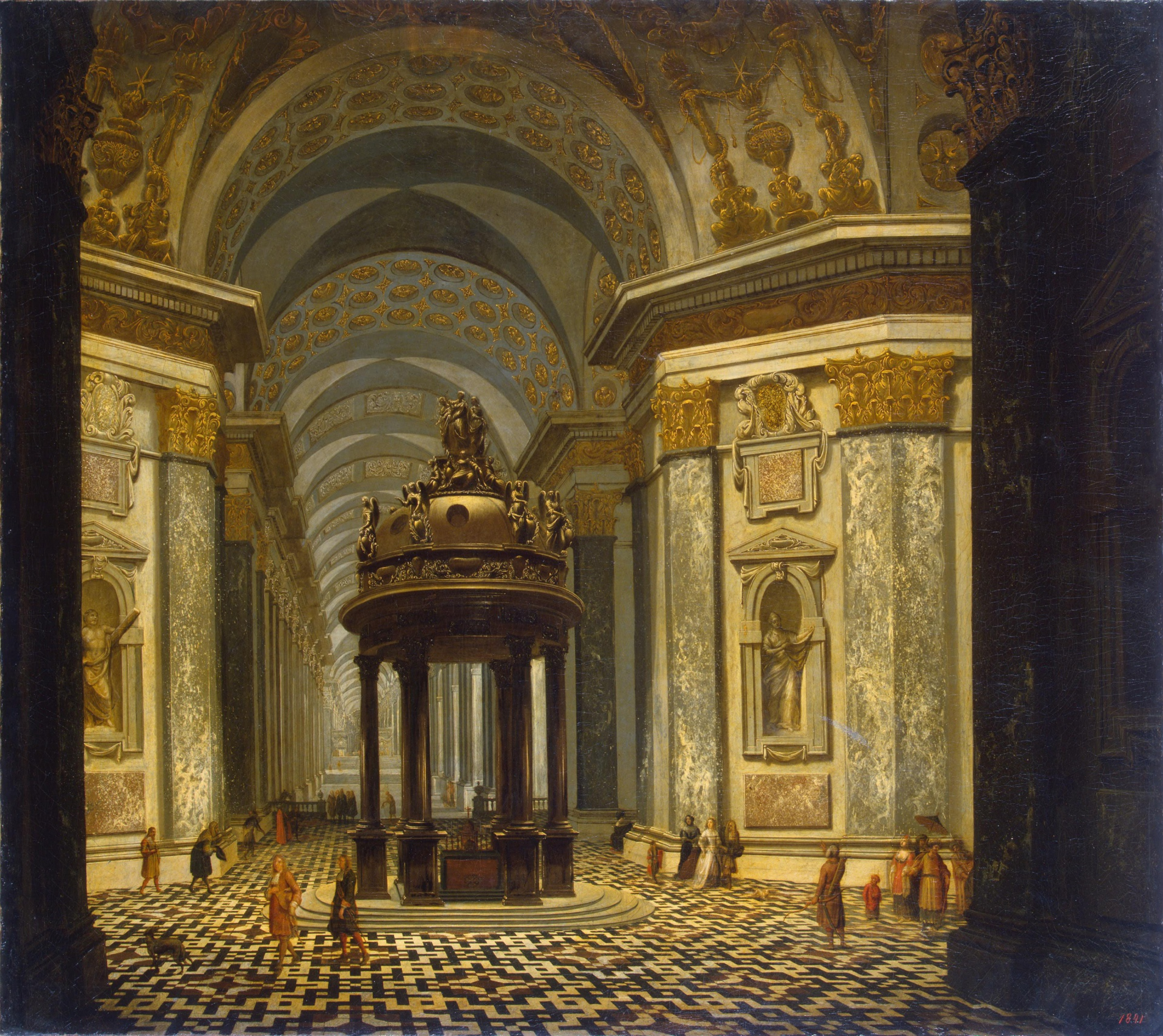
Intérieur d'église par Wilhelm Schubert van Ehrenberg (1665), Musée de l'Ermitage.

La peinture architecturale est une forme de genre pictural où l'artiste se concentre principalement sur l'architecture, les vues de plein air et les intérieurs. Alors que l’architecture était présente dans plusieurs des premières peintures et enluminures, elle était principalement utilisée comme arrière-plan ou pour donner du rythme à une peinture. À la Renaissance, l’architecture a été utilisée pour renforcer la perspective et créer une sensation de profondeur, comme dans La Trinité de Masaccio à partir des années 1420.
Dans l’art occidental, la peinture architecturale, en tant que genre indépendant, s’est développée au XVIe siècle en Flandre et aux Pays-Bas et a atteint son apogée dans la peinture hollandaise des XVIe et XVIIe siècles,. Plus tard, elle s'est développée comme un outil pour les peintures romantiques, comme les vues de ruines devenant très populaires. Les genres étroitement liés sont les fantaisies architecturales et les trompe-l'œil, en particulier la Quadratura et le paysage urbain.

## Artistes

### En Occident

#### XVIesiècle

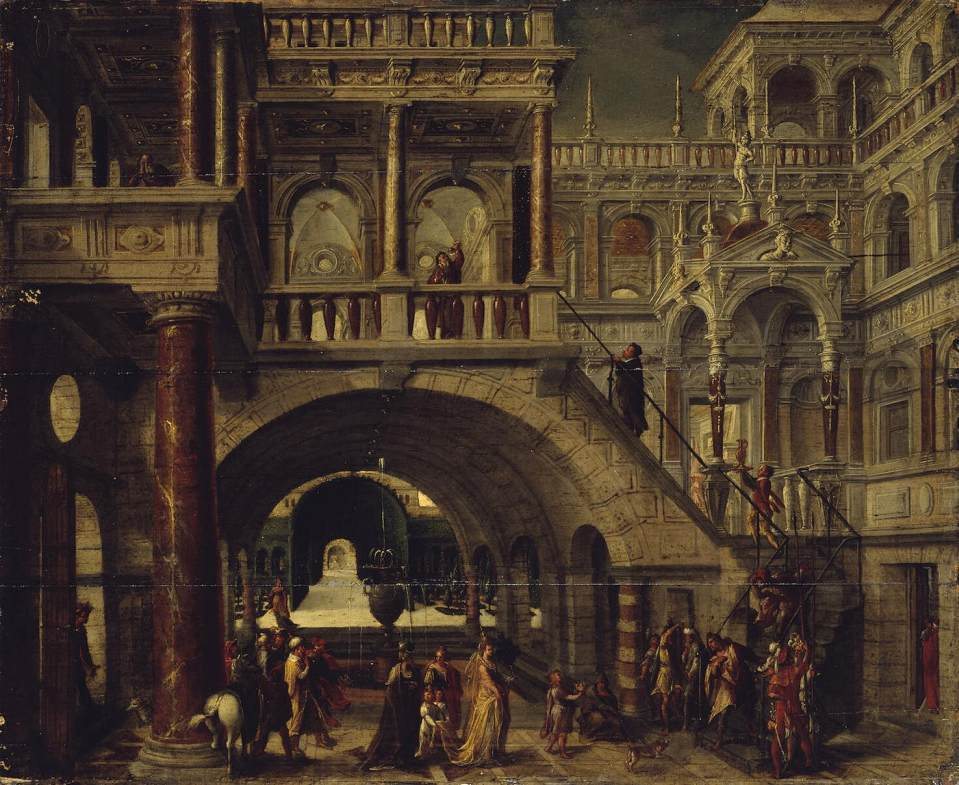
Paysage architectural, de Hans Vredeman de Vries, Musée de l'Ermitage.

Le XVIe siècle a vu le développement de la peinture architecturale comme un genre à part dans l'art occidental. Les centres d'activités de cette époque sont principalement dans les Flandres et dans les Provinces-Unies (actuels Pays-Bas). Le premier peintre d'architecture important est Hans Vredeman de Vries (1527-1607), qui est architecte en plus de peintre. Les étudiants de Hans Vredeman de Vries sont ses fils Salomon (en) et Paul, ainsi que Hendrik van Steenwijk I. C'est à travers eux que le genre se popularise et leurs familles et étudiants en font l'un des genres dominants de l'Âge d'or de la peinture néerlandaise.

##### Flamands
- Salomon Vredeman de Vries (en) (1556-1604)
- Paul Vredeman de Vries (1567-1617)
- Hendrick Aerts (entre 1565 et 1575 - 1603)

##### Néerlandais

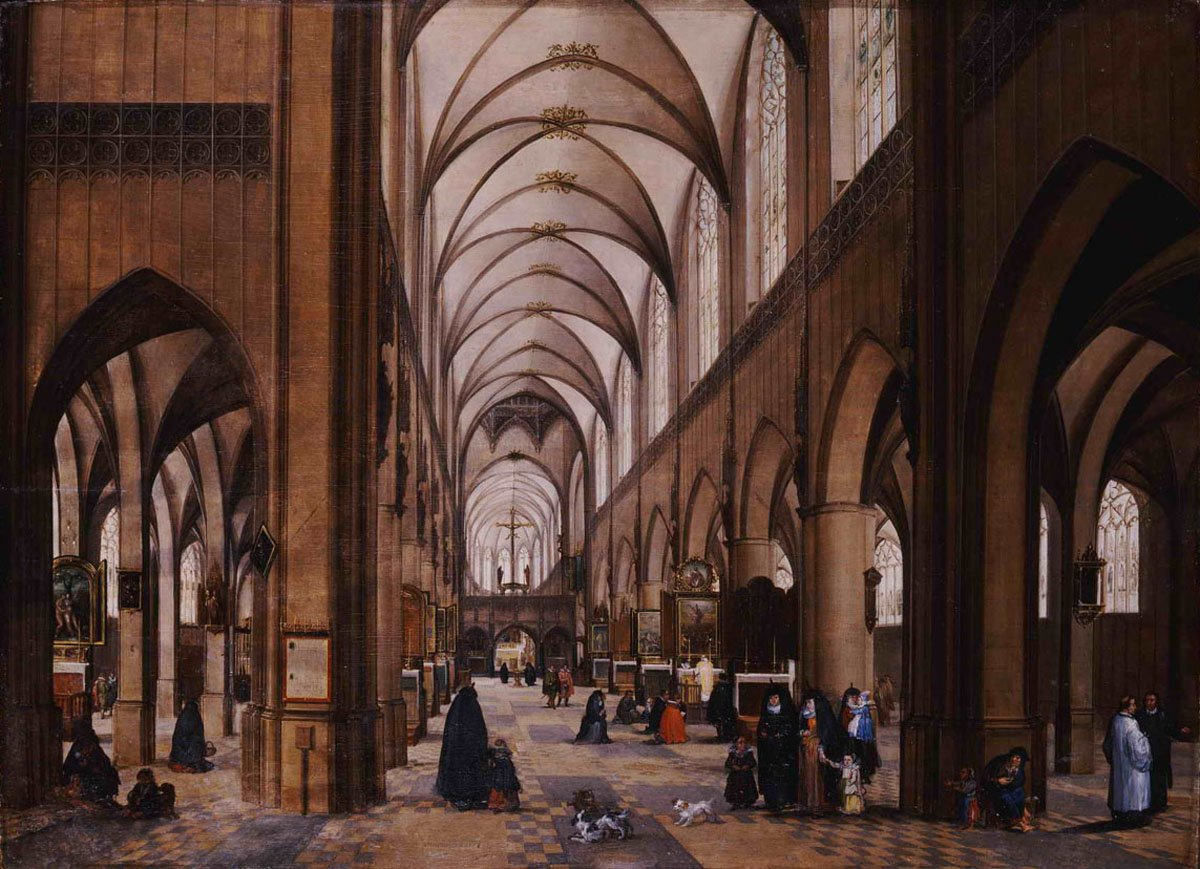
Cathédrale d'Anvers, de Hendrik van Steenwijk I, Musée des beaux-arts de Budapest.

- Hans Vredeman de Vries (1527-1607)
- Hendrik van Steenwijk I (1550-1603), le premier à se spécialiser dans les intérieurs d'églises.

#### XVIIesiècle

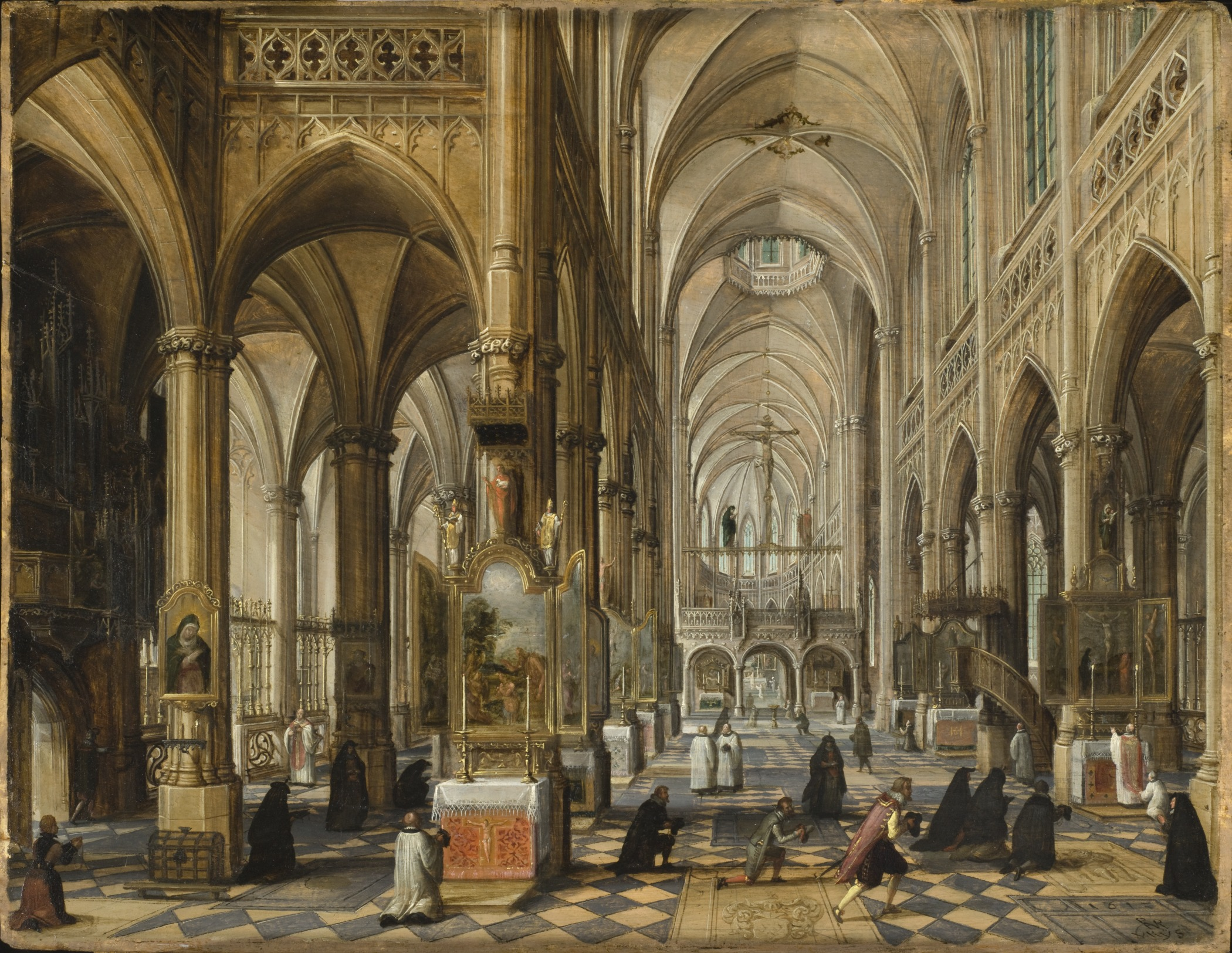
Paul Vredeman de Vries, 1612, Intérieur d'une cathédrale gothique, Musée d'Art du comté de Los Angeles.

##### Flamands
- Pieter Neefs le Vieux (1578-1656)
- Hendrik van Steenwijk II (ca. 1580–1649)
- Lodewijck Neefs (en) (1617-1649)
- Wolfgang de Smet (en) (1617–1685)
- Pieter Neefs le Jeune (1620-1675)
- Erasmus de Bie (1629-1675), spécialisé dans un mélange de paysages urbains et architecturaux
- Wilhelm Schubert van Ehrenberg (1630–c. 1676)
- Jacobus Ferdinandus Saey (en) (1658 – après 1726)
- Lievin Cruyl (en) (1634-1720)

##### Italiens
- Viviano Codazzi (1606-1670)
- Ascanio Luciano (en) (1621-1706)

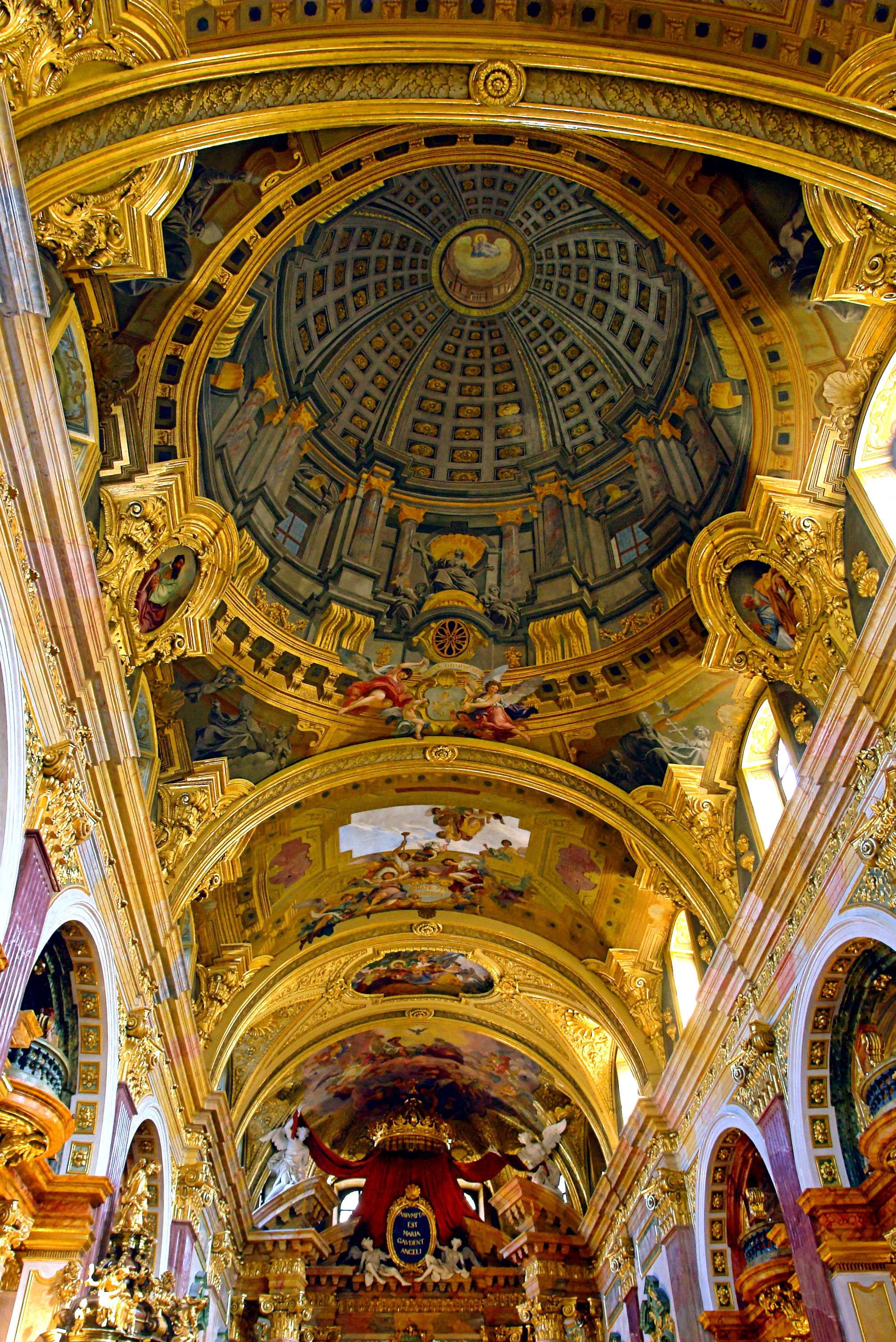
Andrea Pozzo, 1703, quadratura dans l'église des Jésuites de Vienne.

- Andrea Pozzo (1642-1709), mainly illusionistic paintings
- Luigi Quaini (1643-1717), not a pure architectural painter, but a contributor of architecture to other paintings

##### Néerlandais

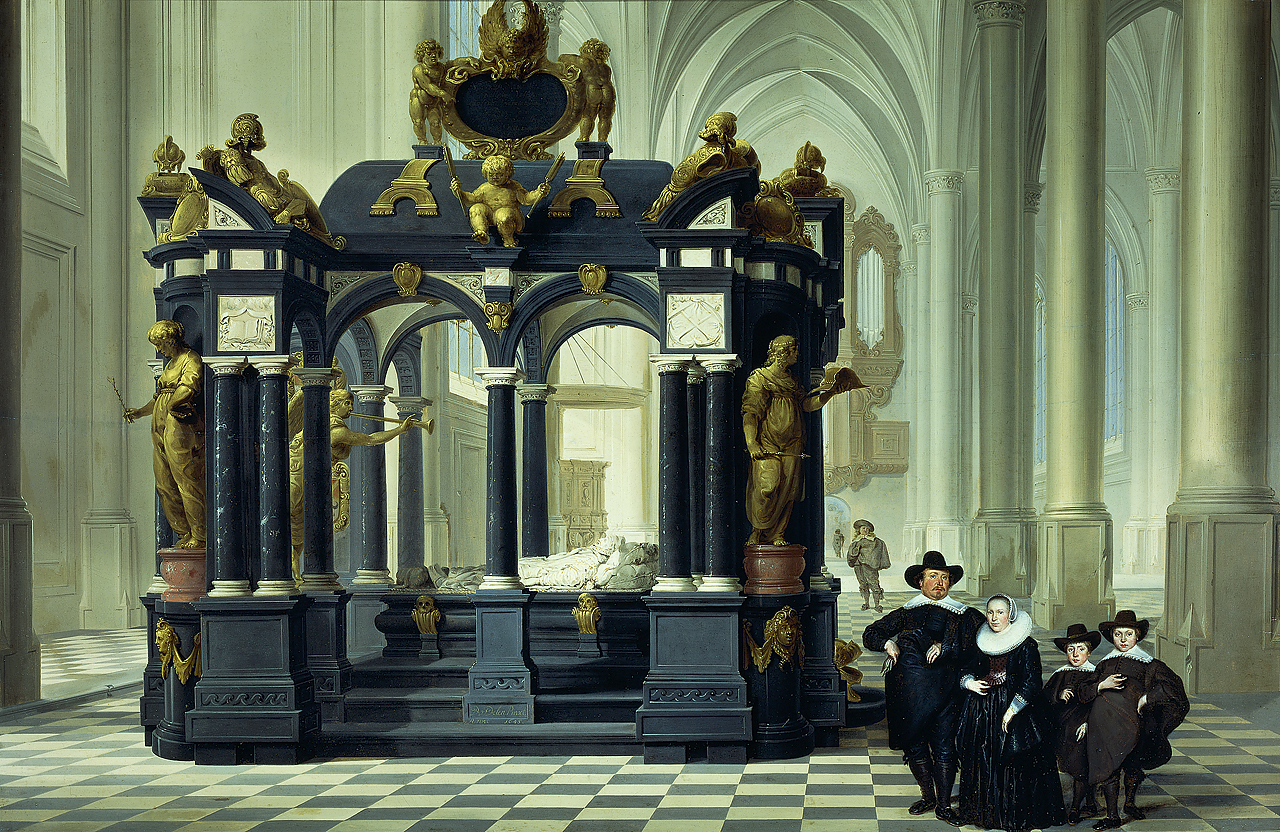
Dirck van Delen, 1645, Une famille près de la tombe de Willem I dans la Nouvelle église de Delft, Rijksmuseum Amsterdam.

Au XVIIe siècle, la peinture architecturale devient l'un des genres principaux de l'Âge d'or néerlandais, avec le portrait et les paysages.
- Hendrik van Steenwijk II (1580-1649)
- Bartholomeus van Bassen (1590-1652)
- Pieter van der Stock (1593-1660)
- Pieter Jansz. Saenredam (1597-1665)
- Gerard Houckgeest (1600-1661)
- Susanna van Steenwijk (1601-1664)
- Dirk van Delen (1605-1671)
- Daniël de Blieck (c. 1610-1673)
- Hendrick Cornelisz. van Vliet (1612-1675): mainly church interiors
- Emanuel de Witte (1617-1692)
- Job Berckheyde (1630-1693)
- Jan van der Heyden (1637-1712)
- Gerrit Berckheyde (1638-1698)
- Caspar van Wittel (1652 or 1653-1736)

#### XVIIIesiècle

##### Français
- Jacques de Lajoüe (1687-1761)

##### Italiens
La peinture d'architecture, ses vedute, sont très populaires dans l'Italie du XVIIIe siècle. Un autre genre très lié à la peinture architecturale est appelé Capriccio, des paysages fantaisistes reposant sur une architecture imaginaire. imaginary architecture.
- Stefano Orlandi (en) (1681-1760)

##### Néerlandais
- Cornelis Pronk (1691-1759)
- Jan ten Compe (en) (1713-1761)

#### XIXesiècle

##### Autrichiens
- Rudolf von Alt (1812-1905)

##### Belges
- Jules Victor Génisson (1805-1860)
- Jean-Baptiste Van Moer (1819-1884)

##### Danois

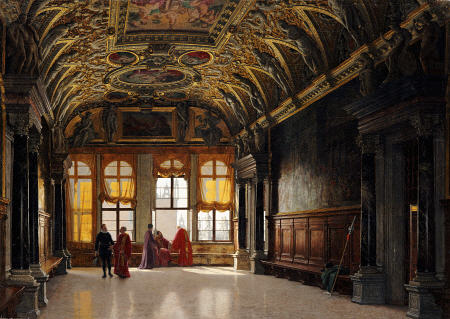
Heinrich Hansen, Salle des quatre portes, Palais des Doges, Venise, 1883.

- Heinrich Hansen (en) (1821-1890)
- Jacob Kornerup (en) (1825-1913)
- Martinus Rørbye (1803–1848)

##### Français
- Jean-Lubin Vauzelle (1776-1839)
- Charles Marie Bouton (1781-1853)

##### Allemands
- Wilhelm Barth (de) (1779-1852)
- Michael Neher (en) (1798-1876)
- Eduard Gaertner (1801-1877)
- Max Emanuel Ainmiller (1807-1870)
- Friedrich August Elsasser (1810-1845)
- Hermann Gemmel (1813-1868)
- Adolf Seel (1829-1907)

##### Italiens
- Giovanni Migliara (1785-1837)
- Federico Moja (1802-1885)

##### Britanniques

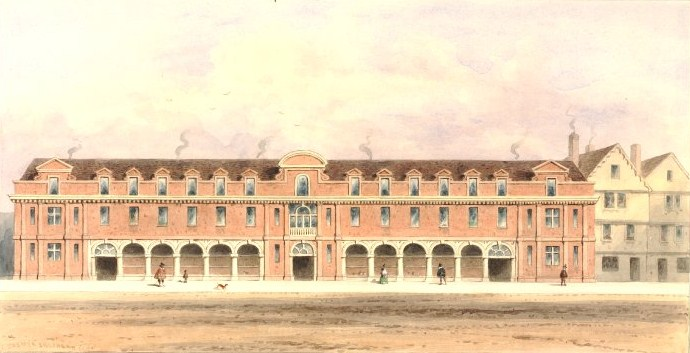
Thomas H. Shepherd, 1853, Banque de Nouvelle-Angleterre, British Museum.

- Samuel Prout (1783-1852), aquarelle
- Thomas H. Shepherd (en) (1792-1864), aquarelle

#### Époque moderne
- Colin Campbell Cooper, peinture de gratte-ciels
- Eugeniusz Molski (en), peintre polonais

### En Orient

#### Chinois
En Chine, la peinture architecturale est appelée jiehua et est généralement vue comme un genre inférieur. Des maîtres du genre sont cependant notables dès le Xe siècle, avec Guo Zhongshu, puis avec Wang Zhenpeng, actif au XIIIe siècle.

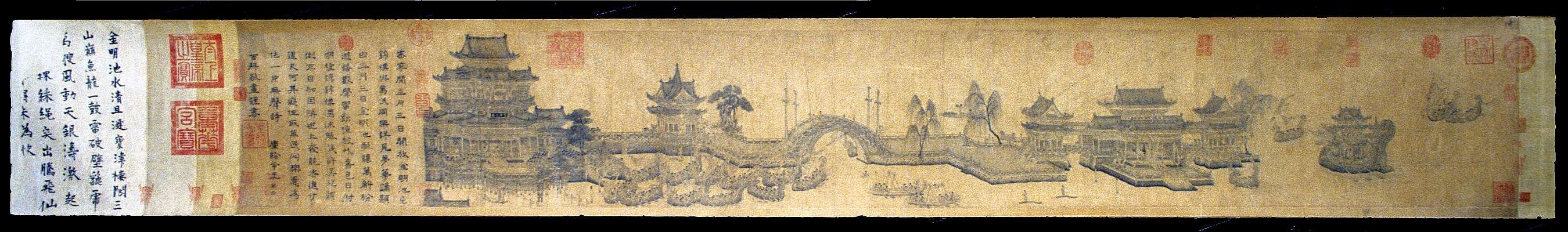
Festival du bateau-dragon par Wang Zhenpeng entre 1310 et 1323.